# 교향곡 5번 (시벨리우스)
장 시벨리우스의 교향곡 5번 마장조 Op.82는 3악장으로 된 교향곡이다.
시벨리우스는 1915년 12월 8일 공휴일로 지정된 그의 50세 생일을 기념하여 핀란드 정부로부터 교향곡을 작곡하도록 위임받았다. 교향곡은 원래 1915년에 작곡되었다. 1916년과 1919년에 개정되었다.
작곡하는 동안 시벨리우스는 자신의 일기에서 교향곡에 대해 이렇게 적었다. "전능하신 하나님이 하늘 바닥에 모자이크 조각을 던지고 원래 패턴이 무엇인지 알아내라고 요청한 것과 같다."
작품의 원래 버전은 1915년 12월 8일 시벨리우스의 50번째 생일에 헬싱키 필하모닉 오케스트라가 지휘한 초연이었다. 일부만 남아 있는 두 번째 버전은 정확히 1년 후 투르쿠의 Turun Soitannollinen Seura 오케스트라에서 처음 연주되었다. 오늘날 가장 일반적으로 연주되는 최종 버전은 1919년 11월 24일 시벨리우스가 지휘한 헬싱키 필하모닉에서 다시 초연되었다.
교향곡은 2개의 플루트, 2개의 오보에, 2개의 클라리넷, 2개의 바순, 4개의 호른, 3개의 트럼펫, 3개의 트롬본, 팀파니 및 현악기로 구성된다.

이 교향곡은 구조가 독특하다.
1. Tempo molto moderato – Allegro moderato (ma poco a poco stretto) – Vivace molto – Presto – Più presto (in E♭ major)
2. Andante mosso, quasi allegretto – Poco a poco stretto – Tranquillo – Poco a poco stretto – Ritenuto al tempo I (in G major)
3. Allegro molto – Misterioso – Un pochettino largamente – Largamente assai – Un pochettino stretto (in E♭ major)